# Distretto di Ban Tak
Il distretto di Ban Tak (in thailandese: บ้านตาก) è un distretto (amphoe) della Thailandia, situato nella provincia di Tak.